# Hauterive (Allier)
Hauterive è un comune francese di 1 138 abitanti situato nel dipartimento dell'Allier della regione dell'Alvernia-Rodano-Alpi.

## Società

### Evoluzione demografica
Abitanti censiti